# Pohlia clavicaulis
Pohlia clavicaulis är en bladmossart som beskrevs av F. J. Hermann 1976. Pohlia clavicaulis ingår i släktet nickmossor, och familjen Bryaceae. Inga underarter finns listade i Catalogue of Life.